# Engaru
Engaru (jap. 遠軽町 Engaru-chō) – miasto w Japonii, w prefekturze Hokkaido, w podprefekturze Ohōtsuku. Według danych na rok 2020 miejscowość zamieszkiwało 19 241 mieszkańców , a gęstość zaludnienia wyniosła 14,4 os./km².